# Єнчидул
Єнчидул (пол. Jęczydół, нім. Brenkenhofswalde) — село в Польщі, у гміні Кобилянка Старгардського повіту Західнопоморського воєводства.
Населення — 196 осіб (2011).
У 1975-1998 роках село належало до Щецинського воєводства.

## Демографія
Демографічна структура станом на 31 березня 2011 року:
|          | Загалом | Допрацездатний вік | Працездатний вік | Постпрацездатний вік |
| -------- | ------- | ------------------ | ---------------- | -------------------- |
| Чоловіки | 98      | 17                 | 75               | 6                    |
| Жінки    | 98      | 25                 | 58               | 15                   |
| Разом    | 196     | 42                 | 133              | 21                   |